# Alex Heffes
Alex Heffes est un compositeur de musique de film britannique, né le 2 septembre 1971 à Beaconsfield dans le Buckinghamshire en Angleterre.

## Biographie
Alex Heffes est diplômé de l'université d'Oxford.

## Carrière
Il a amorce sa carrière en jouant du piano et en écrivant des publicités pour la télévision. Il devient plus tard l'assistant du compositeur Simon Boswell avec qui il  réalise la bande originale d'une vingtaine de films en particulier Cousin et "A Midsummer Night’s Dream". Il  travaille notamment  avec Elton John pour la BO de Women Talking Dirty. Il poursuit ensuite sa carrière en composant la bande son du célèbre dernier roi d’Écosse à Ouganda. On compte également parmi ses  compositions The Parole Officer et Traumaqui met en vedette Colin Firth et Mena Suvari. Les productions de Alex Heffes sont saluées par de nombreuses nominations de la part de diverses académies (L'Académie Britannique Des Arts De Télévision Et Du Cinéma ou encore les Ivor Novello Awards).

## Musique de films

### Films
- 1999 : Un jour en septembre (One Day in September) de Kevin Macdonald
- 2000 : A Brief History of Errol Morris de Kevin Macdonald
- 2000 : Running Time de S.A. Halewood
- 2000 : Circus de Rob Walker
- 2001 : Shopping de nuit (Late Night Shopping) de Saul Metzstein
- 2001 : The Parole Officer de John Duigan
- 2003 : Crust de Mark Locke
- 2003 : La Mort suspendue (Touching the Void) de Kevin Macdonald
- 2004 : Trauma de Marc Evans
- 2004 : Dear Frankie de Shona Auerbach
- 2005 : Vet hard de Tim Oliehoek
- 2005 : Imagine Me & You d'Ol Parker
- 2006 : The Bridge de Eric Steel
- 2006 : Le Dernier Roi d'Écosse (The Last King of Scotland) de Kevin Macdonald
- 2007 : Mon meilleur ennemi (My Enemy's Enemy) de Kevin Macdonald
- 2009 : Jeux de pouvoir (State of Play) de Kevin Macdonald
- 2010 : Inside Job de Charles H. Ferguson
- 2010 : Le Plus Vieil Écolier du monde (The First Grader) de Justin Chadwick
- 2011 : Le Rite (The Rite) de Mikael Håfström
- 2011 : Le Chaperon rouge (Red Riding Hood) de Catherine Hardwicke
- 2011 : The Engagement de John Duigan
- 2012 : Emperor de Peter Webber
- 2013 : Love and Honor de Danny Mooney
- 2013 : Évasion (Escape Plan) de Mikael Håfström
- 2013 : Mandela : Un long chemin vers la liberté (Mandela: Long Walk to Freedom) de Justin Chadwick
- 2015 : The Program de Stephen Frears
- 2016 : Bastille Day de James Watkins
- 2019 : Miss Bala de Catherine Hardwicke
- 2019 : Goodbye (Hope Gap) de William Nicholson
- 2020 : The Big Ugly de Scott Wiper
- 2021 : intrusion de Adam Salky
- 2023 : Knox Goes Away de Michael Keaton

### Courts-métrages
- 1995 : The White Room de Rachel Tillotson
- 1996 : The Hole de Stephen Galvin
- 1998 : The Fishmonger's Daughter de Caroline Sax
- 1999 : Desserts de Jeff Stark
- 2009 : Jasim de Peter Webber

### Téléfilms
- 1998 : Little White Lies de Philip Saville
- 1998 : Big Cat de Richard Spence
- 2000 : Humphrey Jennings: The Man Who Listened to Britain de Kevin Macdonald
- 2001 : Mind Games de Richard Standeven
- 2002 : Offside de Rachel Tillotson
- 2003 : The Making of 'Touching the Void' de Bruno de Almeida
- 2006 : Shiny Shiny Bright New Hole in My Heart de Marc Munden
- 2006 : Tsunami : Les Jours d'après (Tsunami: The Aftermath) de Bharat Nalluri
- 2011 : Stolen de Justin Chadwick

### Séries télévisées
- 1998 : Killer Net
- 2002 : Stan the Man
- 2012 : Secret State
- 2016 : 22.11.63

## Distinctions

### Récompenses
- 2009 : ASCAP Award de Top Box Office Films (Jeux de pouvoir)
- 2011 : World Soundtrack Award de la découverte de l'année (Le Plus Vieil Écolier du monde et Le Rite)

### Nominations
- 2007 : BAFTA TV Award de la meilleure musique du téléfilm (Tsunami - Les jours d'après
- 2007 : Prix du cinéma européen du meilleur compositeur (Le Dernier Roi d'Écosse)
- 2012 : Black Reel Award de la meilleure musique du film (Le Plus Vieil Écolier du monde)
- 2012 : Image Award de la meilleure bande originale du film (Le Plus Vieil Écolier du monde)